# 龙腾街道 (葫芦岛市)
龙腾街道是中华人民共和国辽宁省葫芦岛市南票区下辖的一个街道办事处。

## 行政区划
龙腾街道下辖以下村级行政区划单位：
兴海社区、环海社区、望海社区、富民社区、安民社区、康民社区、吉祥社区、幸福社区、安康社区。